# Transdutor de estados finitos
Transdutor de estados finitos é um máquina de estados finitos com duas fitas: uma fita de entrada e uma fita de saída. Isto contrasta com um autômato finito comum (ou aceitador de estado finito), que tem apenas uma única fita.

## Visão global
Um autômato pode ser dito como reconhecedor de uma cadeia se visualizar o conteúdo de sua fita como entrada. Em outras palavras, o autômato computa uma função que mapeia cadeias no conjunto  {0,1}. Alternativamente, podemos dizer que um autômato gera cadeias, o que significa ver sua fita como uma fita de saída. Deste ponto de vista, o autômato gera um linguagem formal, que nada mais é que um conjunto de cadeias. Os dois pontos de vista dos autômatos são equivalentes: a função que o autômato computa é precisamente a função característica do conjunto de cadeias que ele gera. A classe de linguagens geradas por autômatos finitos é conhecido como a classe das linguagens regulares.
As duas fitas de um transdutor são normalmente vistas como uma fita de entrada e uma fita de saída. Deste ponto de vista, um transdutor traduz o conteúdo de sua fita de entrada para a sua fita de saída, ao aceitar uma cadeia em sua fita de entrada e gerar uma outra cadeia em sua fita de saída. Isso pode ser feito não-deterministicamente e é possível produzir mais de uma saída para cada cadeia de entrada. Um transdutor também pode não produzir uma saída para uma dada cadeia de entrada, neste caso, diz-se que ele rejeitou a entrada. Em geral, um transdutor computa uma relação entre duas linguagens formais.
Cada transdutor de estados finitos cadeia-por-cadeia define uma relação R em Σ × Γ. Relações R que podem ser implementadas como tradutores de estados finitos são chamadas de relações racionais. Relações racionais que são funções parciais, ou seja, que relacionam cada cadeia de entrada de Σ* a no máximo uma em Γ* são chamadas de funções racionais.
Tradutores de estados finitos são frequentemente utilizados para fonologia e em análise morfológica nas pesquisas e aplicações de processamento de linguagem natural. Pioneiros neste campo incluem Ronald Kaplan, Lauri Karttunen, Martin Kay e Kimmo Koskenniemi. Uma maneira comum de utilizar transdutores é em uma assim chamada "cascata", onde os transdutores para várias operações são combinados em um único transdutor por aplicação repetida do operador composição (definido abaixo).

## Construção Formal
Formalmente, um transdutor finito T é uma 6-tupla (Q, Σ, Γ, I, F, δ) tal que:
- Q é um conjunto finito, um conjunto de estados;
- Σ é um conjunto finito , chamado de alfabeto de entrada;
- Γ é um conjunto finito , chamado de alfabeto de saída;
- I é um subconjunto de Q, o conjunto dos estados iniciais;
- F é um subconjunto de Q, o conjunto dos estados finais; e
- {\displaystyle \delta \subseteq Q\times (\Sigma \cup \{\epsilon \})\times (\Gamma \cup \{\epsilon \})\times Q} (onde ε é uma cadeia vazia) é uma relação de transição.

Nós podemos ver ( Q, δ) como um gráfico dirigido, conhecido como o grafo de transição de T: o conjunto de vértices é Q, e {\displaystyle (q,a,b,r)\in \delta } significa que existe uma ligação marcada indo do vértice q para vértice r. Dizemos também que a é o rótulo de entrada e b o rótulo de saída de uma ligação.
NOTA: Esta definição de transdutor finito é também chamada de trandutor de carta (Roche e Schabes 1997); definições alternativas são possíveis, mas podem ser convertidas em transdutores a partir deste.
Definir a relação de transição estendida {\displaystyle \delta ^{*}} como o menor conjunto tal que:
- {\displaystyle \delta \subseteq \delta ^{*}};
- {\displaystyle (q,\epsilon ,\epsilon ,q)\in \delta ^{*}} para todo {\displaystyle q\in Q}; e
- sempre que {\displaystyle (q,x,y,r)\in \delta ^{*}} e {\displaystyle (r,a,b,s)\in \delta } então {\displaystyle (q,xa,yb,s)\in \delta ^{*}}.

A relação de transição estendida é essencialmente o fecho reflexivo e transitivo do grafo de transição que foi modificado para incluir os rótulos nas arestas. Os elementos de {\displaystyle \delta ^{*}} são conhecidos como caminhos. Os rótulos das arestas de um caminho são obtidos pela concatenação dos rótulos das arestas de suas transições constituintes em ordem.
O comportamento do transdutor T é a relação racional [T] definida como a seguir: {\displaystyle x[T]y} se e somente se lá existe {\displaystyle i\in I} e {\displaystyle f\in F} tal que {\displaystyle (i,x,y,f)\in \delta ^{*}}. Isso significa que T traduz uma cadeia {\displaystyle x\in \Sigma ^{*}} em uma cadeia {\displaystyle y\in \Gamma ^{*}} se existe um caminho de um estado inicial para um estado final, cujo rótulo de entrada é x e cujo rótulo de saída é y.

## Operações em transdutores de estados finitos
As seguintes operações definidas em autômatos finitos também se aplicam aos transdutores finitos:
- União : Sejam os transdutores T e S, existe um transdutor {\displaystyle T\cup S} tal que {\displaystyle x[T\cup S]y} se e somente se {\displaystyle x[T]y}> ou {\displaystyle x[S]y}.

- Concatenação: Sejam os transdutores T e S, existe um transdutor {\displaystyle T\cdot S} tal que {\displaystyle wx[T\cdot S]yz} se e somente se {\displaystyle w[T]y} e {\displaystyle x[S]z}.

- Fecho de Kleene : Dado um transdutor T, existe um transdutor {\displaystyle T^{*}} com as seguintes propriedades: {\displaystyle \epsilon [T^{*}]\epsilon }; (2) se {\displaystyle w[T^{*}]y} e {\displaystyle x[T]z} então {\displaystyle wx[T^{*}]yz}; e {\displaystyle x[T^{*}]y} não se verifica a menos que exigido por (1) ou (2).

- Interseção:  Sejam os transdutores T e S, a interseção desses transdutores H tem a propriedade de que (1) x[H]y se e somente se  x[T]y e x[S]y.
- Composição: Dado um transdutor T sobre o alfabeto Σ e Γ, um transdutor S sobre o alfabeto Γ e Δ, então existe um transdutor {\displaystyle T\circ S} sobre Σ e Δ tal que {\displaystyle x[T\circ S]z} se e somente se existe  uma cadeia {\displaystyle y\in \Gamma ^{*}} tal que {\displaystyle x[T]y} e {\displaystyle y[S]z}.

Esta definição usa a mesma notação que é usada em matemática para composição de relações. Entretanto, a leitura convencional para composição de relação é o contrário: dada  duas relações {\displaystyle T} e {\displaystyle S}, {\displaystyle (x,z)\in T\circ S} quando existe algum {\displaystyle y} tal que {\displaystyle (x,y)\in S} e {\displaystyle (y,z)\in T}.

- Projeção para um autômato. Existem duas funções de projeção:π1 preserva a fita de entrada e π2 preserva a fita de saída. A primeira projeção π1 é definida da seguinte maneira: dado um transdutor T, então existe um autômato finito π1{\displaystyle T} tal que este aceita x se e somente se existe uma cadeia y para cada {\displaystyle x[T]y}.
- Determinação. Dado um transdutor T, queremos construir um transdutor equivalente que tem um estado inicial único e de tal forma que não há duas transições que deixam qualquer estado compartilhando um mesmo rótulo de entrada. A construção do conjunto pode ser estendido para transdutores, mas às vezes, este, não consegue parar, na verdade, alguns transdutores não-determinísticos não admitem transdutores determinísticos equivalentes. Caracterizações de transdutores determinísticos foram propostas, juntamente com eficientes algoritmos para testá-las.

## Propriedades adicionais de transdutores de estados finitos
- É decidível se a relação [T] de um transdutor T está vazio.

- É decidível se existe uma cadeia y tal que x[T]y para uma determinada cadeia.

- É problema indecidível se dois transdutores são equivalentes.

- Se definirmos o alfabeto de rótulos {\displaystyle L=(\Sigma \cup \{\epsilon \})\times (\Gamma \cup \{\epsilon \})}, os transdutores de estado finito são isomorfos ao AFND sobre o alfabeto {\displaystyle L} e pode, portanto, ser minimizado de forma que ele tenha um número mínimo de estados.

## Applications
- Regras de reescrita sensíveis ao contexto da forma a → b / c _ d, usada em Linguística para modelar regra fonológica e mudança de som, são equivalentes computacionalmente para tradutores de estado finitos, desde que a aplicação seja não recursiva, ou seja, a regra não é permitida para reescrever a mesma subcadeia duas vezes[1]

## Mais leitura
- Jurafsky, Daniel; James H. Martin (2000). Speech and Language Processing. [S.l.]: Prentice Hall. pp. 71–83. ISBN 0-13-095069-6
- Kornai, Andras (1999). Extended Finite State Models of Language. [S.l.]: Cambridge University Press. ISBN 0-521-63198-X
- Roche, Emmanuel; Yves Schabes (1997). Finite-state language processing. [S.l.]: MIT Press. pp. 1–65. ISBN 0-262-18182-7
- Beesley, Kenneth R.; Lauri Karttunen (2003). Finite State Morphology. [S.l.]: Center for the Study of Language and Information. ISBN 1-57586-434-7
- Roark, Brian; Richard Sproat (2007). Computational Approaches to Morphology and Syntax. [S.l.]: Oxford University Press. ISBN 0-19-927478-9
- Berstel, Jean (1979). Transductions and Context-free Languages. [S.l.]: Teubner Verlag. Free PDF version